# Culture jeune
 (novembre 2021).
 (avril 2017).
- Si vous ne connaissez pas le sujet, laissez ce bandeau (vous pouvez alors contacter les auteurs).
- Si vous supprimez le contenu mis en cause (vous pouvez préalablement contacter les auteurs),

argumentez précisément cette suppression dans la page de discussion
(un manque de référence n'est pas un argument ; une recherche réelle de référence doit avoir été effectuée, être formellement documentée).
 (novembre 2021).
Une culture jeune désigne en sociologie[réf. nécessaire] une sous-culture principalement portée par les adolescents et les jeunes adultes.

## Exemples de par le monde

### Afrique du Sud
Depuis le milieu des années 2000 se développe la culture zef.

### Allemagne
Citons :
- les corporations d'étudiants (en allemand : Corps), remontant au XVIIIe siècle, plus ancienne forme de Studentenverbindung.
- les Burschenschaften, autre forme de Studentenverbindung.
- les exis (en), dans les années 1950.
- le Mot de l'année du langage jeune.

### Autriche
Citons :
- Krocha, dans les années 2000.

### Espagne
Citons les makineros, à la fin des années 1990.

### États-Unis
Le mouvement Zulu dans les années 1970, puis exporté dans d'autres pays à partir des années 1980.

### France
En particulier, on peut citer :
- les zazous pendant la Seconde Guerre mondiale,
- les blousons noirs, pendant les années 1950.

### Japon
Citons les otakus.

### Pays-Bas
Les Pays-Bas ont connu plusieurs cultures jeunes. En particulier :
- les nozems, dans les années 1950,
- les provos, à la fin des années 1960,
- les gabbers, dans les années 1990 et 2000.

### Pologne
Citons les dres (en).

### Royaume-Uni
Le Royaume-Uni a connu plusieurs cultures jeunes. En particulier :
- les Teddy Boys, dans les années 1950,
- les mods, pendant les années 1960,
- les chavs, plus récemment.

### Russie
- Citons les Gopniks dans les pays de l'ex URSS et de l'ancienne Yougoslavie.

### International
Certaines cultures jeunes traversent les frontières, en particulier depuis la fin des années 1990. Leur impact est parfois intergénérationnel, ce qui peut faire hésiter à classer ces sous-cultures spécifiquement comme cultures jeunes. On peut citer :
- le mouvement gothique,
- le style emo,
- les hipsters.